# Amayenge
Amayenge ist eine Popgruppe in Sambia, die dem sambischen Gitarren-Zupfstil Kalindula zuzuordnen ist und in der traditionellen Musik des Ruf-und-Antwort-Stils wurzelt.
Die Gruppe begann in Choma mit Kris Chali 1978. Damals nannte sie sich noch Crossbones. Als Chali am 30. Mai 2003 starb, nahm die Gruppe Fraser Chilembo als spiritus rector auf. Amayenge erzielte große Aufmerksamkeit weit über Sambia hinaus.
Ein Kritiker schrieb: „Amayenge dominierte die sambische Musikszene für fast 25 Jahre, indem sie den Geschmack aller 73 Stämmen traf und der gesamten Nation das Gefühl gab, mit ihr zu swingen. Sie ist zweifellos die versierteste und erfolgreichste Gruppe in der sambischen Musikgeschichte.“
Kalindula ist ein sambischer Musikstil, der einst auf sogenannten banjos, selbstgebauten Gitarren, einem Bass mit vier Saiten, dem mbabadoni oder kalindula, ngomas, den Trommel, chisekele (Rasseln, Kürbisse) und Metallglocken gespielt wurde. Heute sind die Banjos durch Gitarren ersetzt und die Trommeln durch ein Schlagzeug.
Die augenblickliche Besetzung der Gruppe: Alice Chali (Tänzer/Sänger), Obert Chali (Sänger/Tänzer), Emmanuel Kayeji (Sänger/Tänzer), Bester Mudenda (Tänzer/Sänger), Jonathan Nthanga (Leadgitarre), Mathews Mulenga (Rhythmusgitarre), Joseph Mwamba (Schlagzeug), Davy Muthali (Perkussion), Chabala Chitambo (Perkussion), Donald Njovu (Perkussion), Eddy Moto (Tontechniker), Sam Chiluba (Bass). Fraser Chilembo ist Manager der Gruppe.

## Diskografie
- 1979: Ukuilondola („Darf ich mich vorstellen“, Single)
- 1989: Amayenge (Brentford, Middlesex, England: Mondeca Records, LP)
- 1991: Phone  (Ndola, Zambia: Teal Records, Kassette)
- Ichupo Ne n'ganda („Heirat und ein Zuhause“)
- 2001: Amayenge, Part 1 (Lusaka, Zambia: Mondo Music Corp, CD)
- 2004: Dailesit (das letzte Album, das mit Kris Chali vor seinem Tod aufgenommen wurde)
- 2005: Mangoma Kulila („Die Trommeln hallen“)
- Chipolopolo
- Bangwele
- Matenda

... etliche weitere Singles
Einzelstücke von Amayenge sind auf folgenden Ausgaben zu finden:
- 1983, 2004: Zambush, Vol. 1 (sambische Hits der 1980er, Utrecht, Niederlande: SWP Records, CD)
- 1989: Zambiance (CD)
- 2002: Sounds of Zambia, Volume 3 (Lusaka, Zambia: Mondo Music Corp, CD)

## Auszeichnungen
- 2005: Ngoma Awards Festival, Best Band Award (erhielt zum sechsten Mal diese Auszeichnung)
- 1993: Beste Band des Jahres – erklärt durch Zambia International Trade Fair Show